# Stephen Hendrik de la Sablonière
Mr. Stephen Hendrik de la Sablonière (Baambrugge, 1 oktober 1825 - Kampen, 31 augustus 1888) was een Nederlands politicus.
De la Sablonière was een zoon van Jacobus Johannes Christoffel de la Sablonière en Alida Johanna Clément. Hij was in de gemeente Kampen achtereenvolgens raadslid (1855-1861), wethouder (1861-1867) en burgemeester (1867-1885). De la Sablonière was voorzittend meester van de vrijmetselaarsloge Le Profond Silence in Kampen.
De la Sablonière overleed in augustus 1888, 62 jaar oud. Hij werd begraven op begraafplaats De Zandberg in IJsselmuiden. In Kampen is een straat naar hem genoemd, de De la Sablonièrekade. De la Sablonière was Officier in de Orde van de Eikenkroon (1869).